# Samuel Horton Jones (Politiker, 1909)
Samuel Horton Oluwole Jones oft nur S. H. O. Jones CBE (* 16. November 1909 in Bathurst; † 1990 in Nigeria [vermutlich]) war Mediziner und Politiker in der britischen Kolonie Gambia.

## Leben

### Herkunft und Bildung
Jones wurde am 16. November 1909 (nach anderer Quelle 1910) als Sohn von Maryann Gabbidon und Horton Jones geboren, die beide um die Jahrhundertwende wohlhabende Aku-Kaufleute in Bathurst waren. Er besuchte die Dobson Street School und folgte den Kindern der reichen Akus, indem er nach Freetown ging, um seine weiterführende Schule abzuschließen. Er absolvierte seine Cambridge Senior Examinations an der CMS Grammar School und während seines Abschlusses 1927 entdeckte ihn der Gastredner John Middleton, Gouverneur von Gambia, und war von seiner Leistung so beeindruckt, dass er dem jungen Jones ein halbes Regierungsstipendium für ein Medizinstudium in Großbritannien anbot. Mit Unterstützung seiner Mutter absolvierte er 1934 sein Medizin- und Chirurgie-Studium an der University of Manchester und erwarb 1936 ein Diplom in Tropenmedizin. Anschließend kehrte er nach Bathurst zurück.

### Tätigkeit als Mediziner
Jones war zu dieser Zeit erst der zweite in Gambia ausgebildete Arzt. Er verbrachte viele Jahre im neuen Krankenhaus von Bansang als Medical Officer und wurde nach dem Tod von Dr. Richards 1946 als Medical Officer für Kombo und Foni nach Bwiam versetzt. Während seiner Tätigkeit als Medical Officer am Royal Victoria Hospital in Bathurst (heute: Edward Francis Small Teaching Hospital) von 1948 bis 1955 wurde das Krankenhaus, das im Jahr 1854 gegründet wurde, renoviert und auf einhundertachtzig Betten erweitert. Es hatte dann drei Ärzte, einen Zahnarzt, 85 Krankenschwestern  und 60 Hebammen im Jahr 1954.
Aufgrund seines Engagements stieg Dr. Jones im August 1952 zum Direktor des Medical Services auf. Ein Beobachter feierte seine Beförderung und bezeichnete ihn als „einen der erfolgreichsten Ärzte in Gambia und einen eifrigen Behördenleiter“. Er war somit einer der ersten bedeutenden gambischen Staatsbediensteten, als die Kolonialbehörden bereits bestrebt waren, ihre Kolonien unabhängig zu machen und die Europäer durch qualifizierte Gambier als Leiter der wichtigsten Regierungsabteilungen zu ersetzen. In der Tat stellten Beobachter 1952 fest, dass sich die Veränderungen in der Vertretung Afrikas in der Regierung in Gambia schneller vollzogen als in anderen Kolonien in Westafrika. Die Zoll-, Post-, Schatz- und Veterinärabteilungen wurden alle von Afrikanern geleitet. Dawda Jawara, der 1956 Direktor für Veterinärdienste wurde, war ein weiterer Nutznießer dieser Richtlinie. Der durch den Zweiten Weltkrieg in Großbritannien verursachte Arbeitskräftemangel machte es nötig, dass Großbritannien sein qualifiziertes Personal abzog, um beim Wiederaufbau nach dem Krieg zu helfen, anstatt es in den Kolonien einzusetzen. Dies war der Grund für die Afrikanisierung. Die großen Regierungsausschüsse und -räte waren jedoch noch weitgehend europäisch zusammengesetzt.
Als Direktor leistete Jones wichtige Beiträge zur Entwicklung des medizinischen Sektors, insbesondere in den Bereichen Malaria-, Tuberkulose- und Lepraforschung. Außerdem dezentralisierte er medizinische Einrichtungen, so dass es bei seiner Pensionierung im Juni 1964 in Provinzstädten zehn Gesundheitszentren und 30 Apotheken gab. Sein Nachfolger als Direktor des Medical Services wurde John Andrew Mahoney.

### Politisches Wirken
Von 1952 bis 1962 saß Jones im Legislativrat und von 1952 bis 1960 saß er als hochrangiger gambischer Beamter im Exekutivrat. Aufgrund seiner Erfahrung in der Politik wurde er gebeten, die Wahlen von 1960 zu organisieren, bei denen zum ersten Mal das allgemeine Wahlrecht für Erwachsene galt. Alle politischen Parteien, einschließlich derjenigen, die keinen Wahlerfolg hatten, begrüßten die Ergebnisse.
Sein dritter Ausflug in die Politik erfolgte 1972, als er in dem Repräsentantenhaus als Parlamentssprecher nominiert wurde. In dieser Zeit führte der Niedergang der United Party (UP) zur Situation eines de facto Einparteiensystem. Jones führte den Ausschluss des Oppositionsführers Pierre Sarr N’Jie aus dem Repräsentantenhaus durch – was zur Nachwahl in Bathurst North führte. In der Mitte der Wahlperiode 1972–1977 wurde die Rolle der Opposition von der neuen National Convention Party (NCP) unter der Führung des früheren PPP-Ministers Sheriff Dibba übernommen.
Jones zog sich 1977 aus dem öffentlichen Leben zurück und verstarb 1990.

## Auszeichnungen und Ehrungen
- 1956 – Officer of the Order of the British Empire (OBE)[3]
- 1957 – Commander of the Order of the British Empire (CBE)[4]